# Родрик, Дэни
Дэни Родрик (англ. Dani Rodrik; род. 14 августа 1957, Стамбул) — турецкий экономист, специалист по экономике развивающихся стран и институциональным реформам, профессор международной политической экономии Правительственной школы Джона Ф. Кеннеди при Гарвардском университете. Ранее был профессором социальных наук им. Альберта Хиршмана Школы социальных наук при Институте перспективных исследований в Принстоне, Нью-Джерси.
Родрик имеет множество публикаций в области международной экономики, экономического развития, и политической экономии. Один из основных вопросов, находящихся в центре его исследований, — это вопрос о том, что является хорошей экономической политикой и почему одни правительства более успешны в этом аспекте, чем другие. Основные работы: «Экономика решает: сила и слабость „мрачной науки“» (Economic Rules: The Rights and Wrongs of the Dismal Science) и «Парадокс глобализации. Демократия и будущее мировой экономики» (The Globalization Paradox: Democracy and the Future of the World Economy). Является также соредактором академического журнала Global Policy.

## Биография
Происходит из семьи сефардских евреев. После окончания Robert College в Стамбуле, он получил степень бакалавра искусств (диплом с отличием) в Гарвардском колледже (1979, государственное управление и экономика), затем степень доктора философии в области экономики за диссертацию «Исследования по теории благосостояния торговли и валютной политики» и степень мастера государственного управления в Принстонском университете.
Писал статьи по экономике для турецкой газеты «Radikal» (с июля 2009 года). Является соредактором «Review of Economics and Statistics».
Имя Родрика связано с Национальным Бюро экономических исследований, Центром исследований экономической политики (Лондон), Центром глобального развития, Институтом Международной экономики и Советом по международным отношениям. Дэни Родрик получал исследовательские гранты от Carnegie Corporation, Фонда Форда и Рокфеллера.
В 2011 году присоединился к вновь созданной Всемирной экономической ассоциации (World Economics Association) в качестве члена исполнительного комитета.
Женат на дочери турецкого генерала в отставке Четина Догана, который был приговорен к пожизненному заключению (срок был сокращен до 20 лет) за участие в предполагаемом плане военного переворота «Кувалда».

## Работа
Его книга 1997 года «Глобализация зашла слишком далеко?» была названа «одной из наиболее важных экономических книг десятилетия» по версии журнала «Bloomberg Businessweek».
В своей статье, он сосредоточился на трех аспектах противоречия между глобальным рынком и социальной стабильностью, указывая на ту дилемму, что возникает при глобализации, которая обнажает линии разлома между национальными государствами, которые имеют возможности и капитал для успеха на глобальном рынке, и теми государствами, у которых нет этого превосходства. Таким образом, эта система свободного рынка становится угрозой социальной стабильности и местных социальных норм. В ходе анализа Родрик выделил три причины этих противоречий.
Во-первых, напряженность вызывается глобализацией, поскольку уменьшение количества барьеров для торговли и прямых иностранных инвестиций парадоксально устанавливает новые границы между нациями и группами, которые могут воспользоваться преимуществами таких транснациональных отношений и которые не в состоянии это сделать. Родрик относит к первой категории высококвалифицированных рабочих, профессионалов и тех, кто имеет возможность реализовать свои силы в тех сферах, где они наиболее востребованы. Вторая категория включает, соответственно, неквалифицированных рабочих и полуквалифицированных работников, чьи позиции в условиях глобализации становится все более шаткими.
Во-вторых, глобализация порождает конфликты внутри и между нациями поверх местных социальных норм и социальных институтов. Техника и культура все больше стандартизируется, и разные нации, как правило, демонстрируют неприятие подобных коллективных норм и ценностей, распространенных на международном уровне в стандартизированных формах.
Наконец, в-третьих, угроза глобализации возникает, потому что последняя чрезвычайно затрудняет обеспечение национальными правительствами социального страхования.

Свой подход Д. Родрик считает альтернативным консенсусу политиков и экономистов, ратующих за безоговорочную поддержку глобализации. Взгляд Д. Родрика на глобализацию базируется на двух соображениях: (1) рынки и правительства дополняют, а не заменяют друг друга; и (2) существует множество моделей капитализма, способствующих экономическому процветанию.— 

## Премии
- Премия Василия Леонтьева за расширение границ экономической мысли, Институт глобального развития и окружающей среды[англ.] (2002)
- Премия Джона фон Неймана[англ.] (2018)
- Премия принцессы Астурийской (2020)

## Научные труды

### Избранные публикации
- Rodrik, Dani. The Globalization Paradox. — Norton & Company, Inc, 2011. — ISBN 978-0-393-07161-0.
- Rodrik, Dani. One Economics, Many Recipes. — Princeton University Press, 2007. — ISBN 0-691-12951-7.
- McMillan, Margaret; Horn, Karen; and Rodrik, Dani. When Economic Reform Goes Wrong: Cashews in Mozambique (англ.) // Brookings Trade Forum 2003 : journal. — 2004. — P. 97—165.
- Rodrik, Dani (ed). In Search of Prosperity: Analytic Narratives on Economic Growth (англ.). — Princeton University Press, 2003. — ISBN 0-691-09268-0.
- Rodrik, Dani. The Global Governance of Trade As If Development Really Mattered (недоступная ссылка — история) (англ.) // Программа развития ООН : journal. — 2001.
- Rodrik, Dani. The New Global Economy and Developing Countries: Making Openness Work (англ.). — Overseas Development Council, 1999. — ISBN 1-56517-027-X.
- Rodrik, Dani. Has Globalization Gone Too Far?. — Institute for International Economics, 1997. — ISBN 0-88132-241-5.

### Публикации на русском языке
- Парадокс глобализации. Демократия и будущее мировой экономики / Пер. с англ. Н. Эндельмана; под науч. ред. А. Смирнова. — М.: Издательство Института Гайдара, 2014. — 576 с. — ISBN 978-5-93255-388-6.
  - Введение к книге: «Новый взгляд на глобализацию» // Экономическая социология. 2014. Т. 15. № 2.
- Экономика решает: сила и слабость «мрачной науки» = Economics Rules: The Rights and Wrongs of the Dismal Science. — М.: Издательство Института Гайдара, 2016. — 256 с. — ISBN 978-5-93255-444-9
- Откровенный разговор о торговле. Идеи для разумной мировой экономики = Straight Talk on Trade: Ideas for a Sane Economy. / Пер. с англ. А. Резвова. — М. : Издательство Института Гайдара, 2019. — 384 с. ISBN 978-5-93255-560-6
- Промышленность – основа жизнеспособной демократии // Ведомости. — 2011. — 18 августа (№ 2919).
- Незаменимая промышленность // Газета.ru. — 2015. — 3 марта.
- Является ли глобализация единственным путём для развития? // Критика российских реформ отечественными и зарубежными экономистами.
- Реформа торговой политики как институциональная реформа. Глава 1 в «Развитие, торговля и ВТО (недоступная ссылка)» — World Bank